# Confine tra Arabia Saudita e Qatar
Il confine tra l'Arabia Saudita e il Qatar è la linea di demarcazione lunga 60 km che separa le due nazioni.

## Geografia
Da nord-ovest a sud-est, il confine è in linea di principio marittimo, attraversando la baia di Salwa, quindi segue via terra dal fondo di questa baia in direzione sud-est prima di risalire progressivamente verso nord-est e termina ai margini di Khawr al Udayd, una baia molto chiusa, a volte descritta come un mare interno, a sud-ovest del Qatar ed è estesa da un secondo confine marittimo nella parte meridionale di questa baia anche nel Golfo Persico. Principalmente deserto, il confine terrestre ha due posti di frontiera su due autostrade, la Salwa Road, a ovest non lontano dalla baia di Salwa, e la Qatar-UAE Road, al centro. Queste due sono le uniche strade che collegano il Qatar con l'esterno, perché i lavori del ponte dell'Amicizia che vuole collegare il Qatar con l'isola del Bahrein non sono ancora iniziati.

## Storia
Il confine fu definito nel 1868 quando il Qatar si separò dal Bahrein con il sostegno del Regno Unito. Il confine tra i due stati è stato riconosciuto da un accordo del 4 dicembre 1965. 
Nel giugno 2017, il dissidio tra il Qatar e l'Arabia Saudita è scoppiato in una vera e propria crisi diplomatica e il regno saudita ha deciso di chiudere il confine terrestre, marittimo e aereo (come in seguito hanno fatto gli Emirati Arabi Uniti e il Bahrein). 
Nel 2021, il confine fu riaperto e nello stesso anno venne eseguita una ridemarcazione del confine dando all'Arabia Saudita accesso a Khawr al Udayd.